# Denisa Dvončová
Denisa Dvončová (30. duben 1988 Slovensko) je slovenská topmodelka a vítězka mezinárodní soutěže Elite Model Look International 2003.

## Život
Pochází ze slovenských Topoľčan. Studovala na Obchodní akademii v Topoľčanech.

### Kariéra
V roce 2003 se stala vítězkou slovenského finále soutěže Elite Model Look. Poté reprezentovala Slovensko na mezinárodní soutěži Elite Model Look International 8. listopadu 2003 v Singapuru, kde zvítězila.